# Jeffrey-Kiefer
Die Jeffrey-Kiefer, auch Jeffreys Kiefer, (Pinus jeffreyi) ist eine Pflanzenart aus der Gattung der Kiefern (Pinus) innerhalb der Familie der Kieferngewächse (Pinaceae). Diese dreinadelige Art kommt nur im westlichen Nordamerika vor.

## Beschreibung und Ökologie

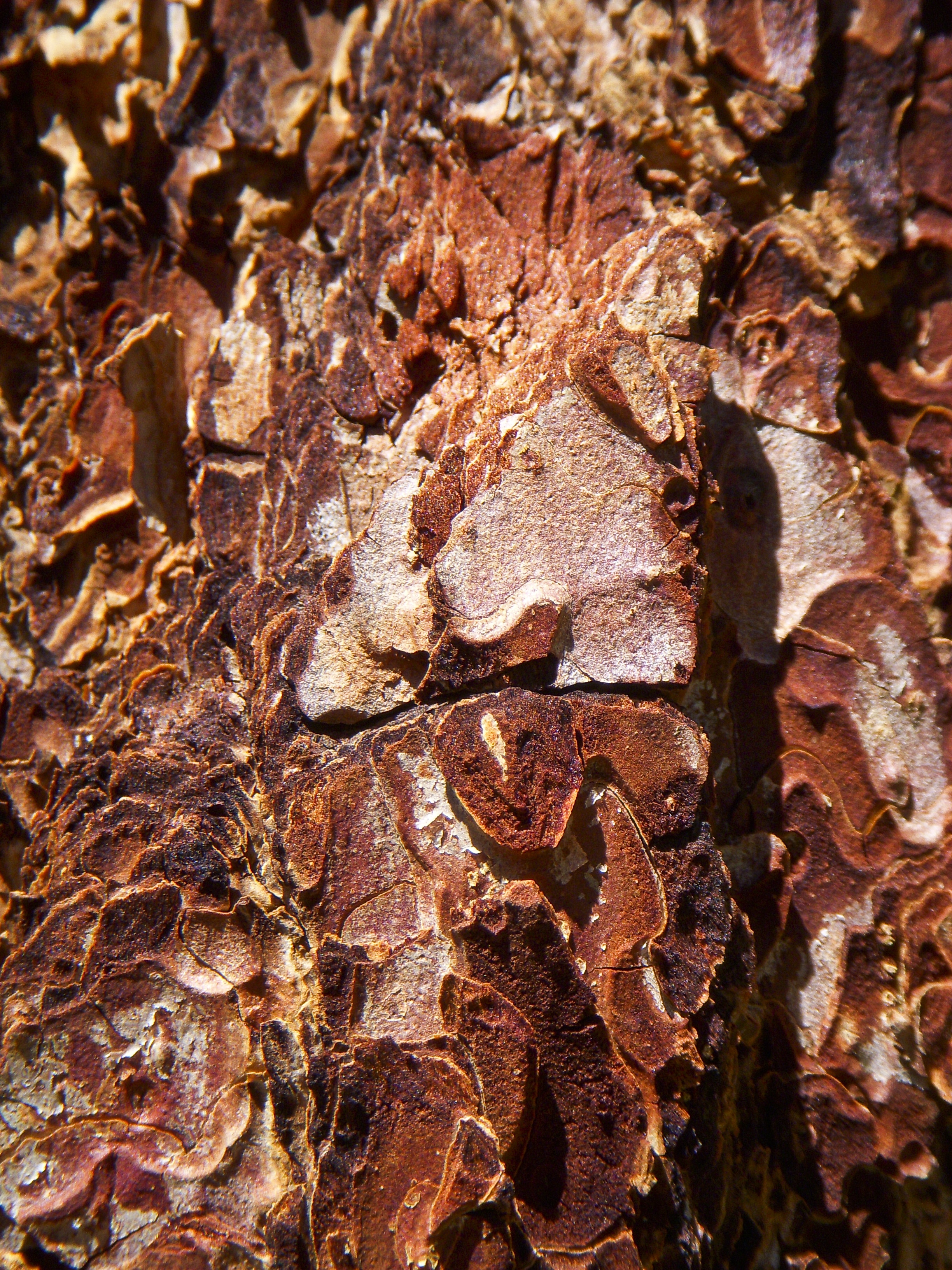
Borke

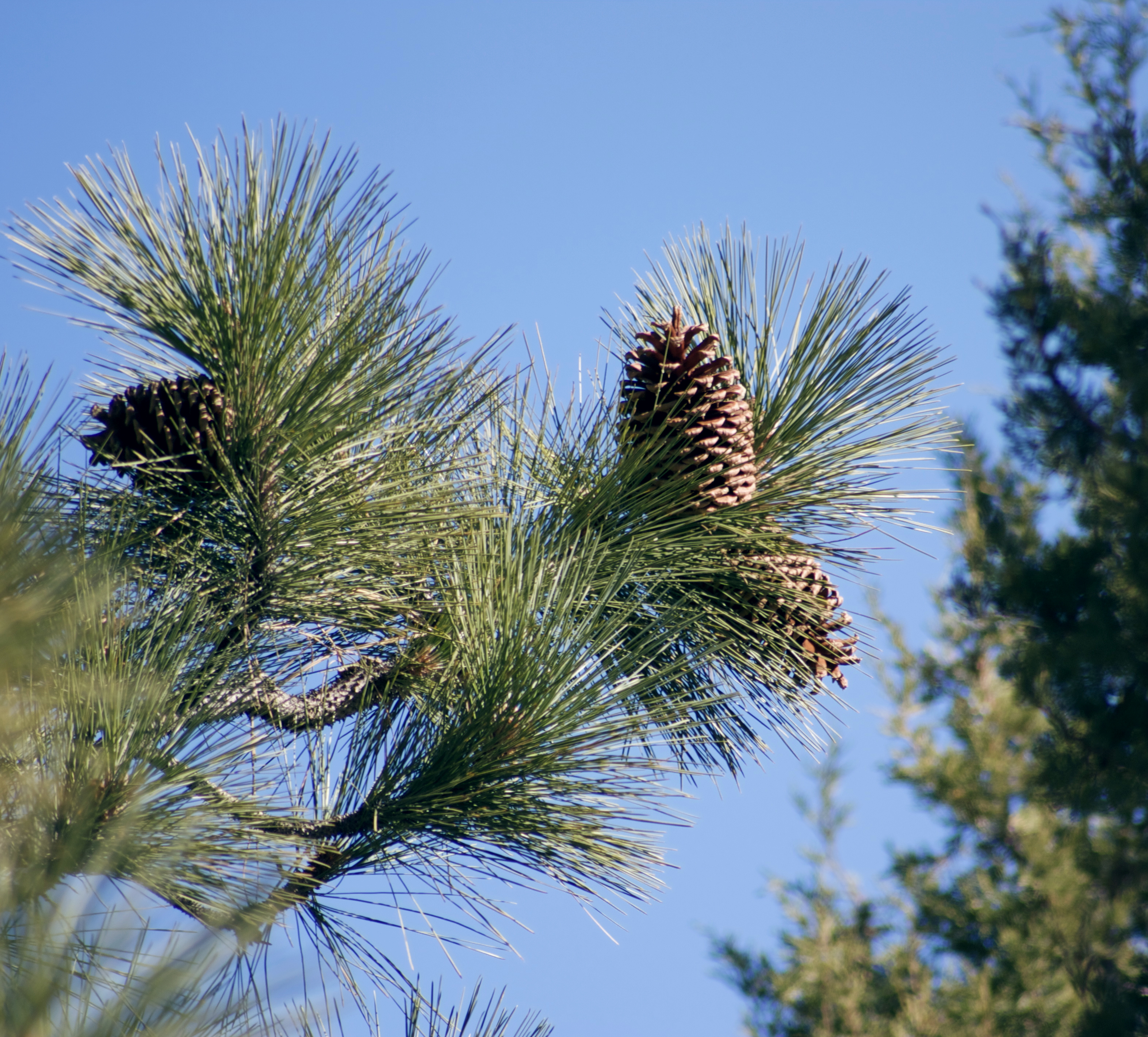
Zweige mit Nadeln und Zapfen

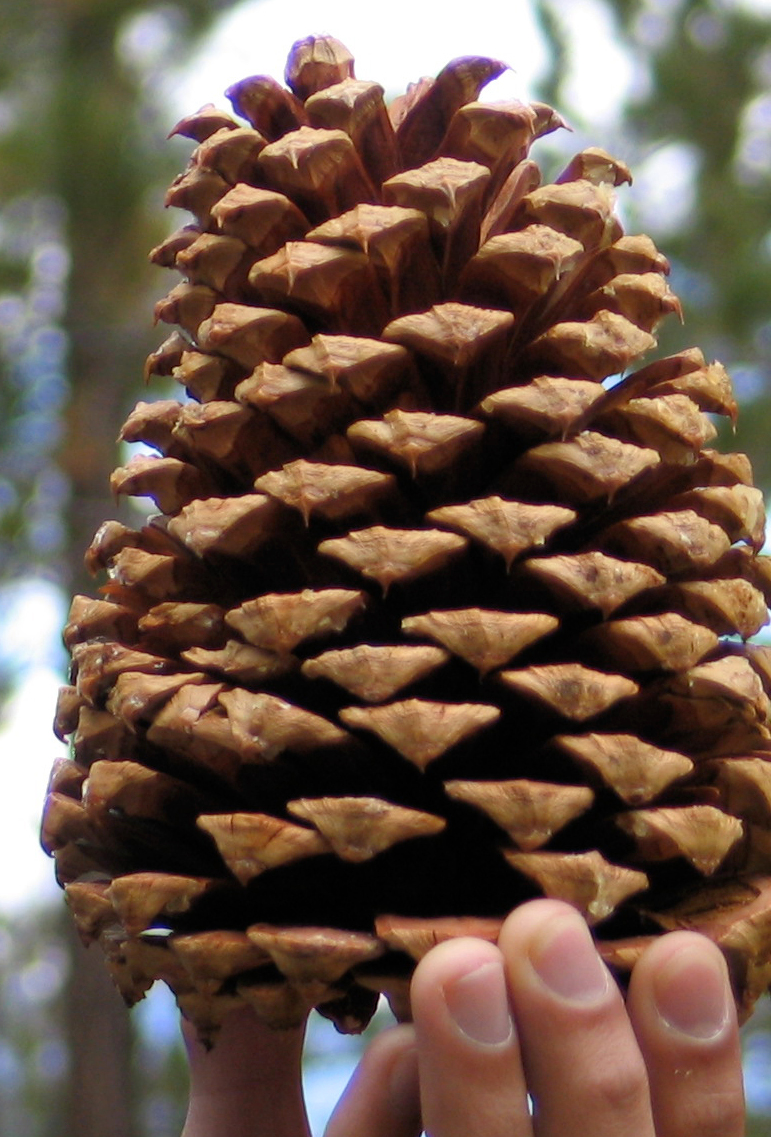
Reifer Zapfen

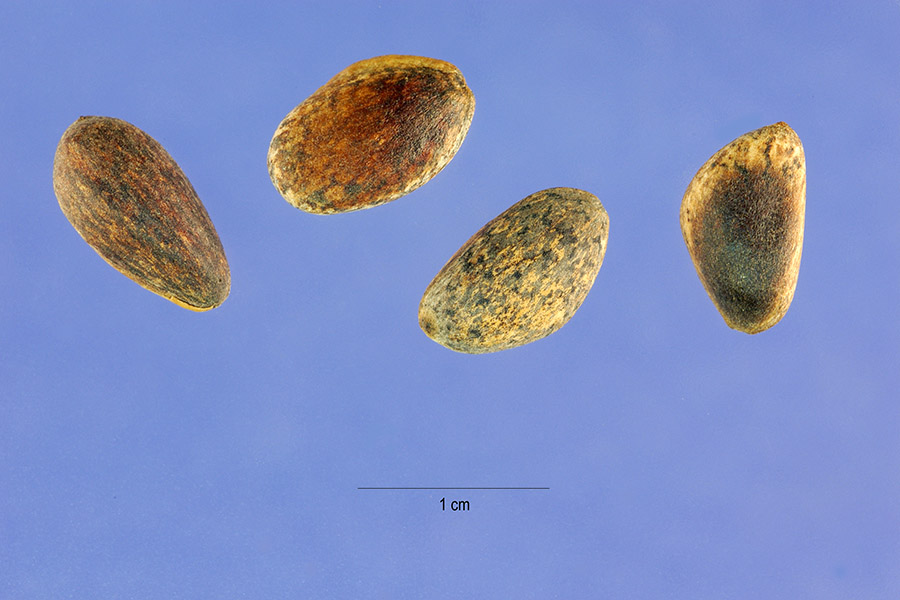
Samen

### Habitus
Die Jeffrey-Kiefer wächst als immergrüner Baum und erreicht Wuchshöhen von bis zu 40 Metern, in Ausnahmefällen bis 60 Metern. Der Stammdurchmesser erreicht 0,6 bis 1,2, in Ausnahmefällen bis 2,5 Metern. Die Jeffrey-Kiefer bildet eine regelmäßig kegelförmige Baumkrone aus, die meistens bis ins Alter erhalten bleibt. Die starken Äste sind leicht ansteigend. Bei sehr alten Bäumen wird die Krone meist breit mit abstehenden, aufsteigenden Ästen. Die Keimlinge besitzen 7 bis 13 Keimblätter (Kotyledonen).

### Größte Exemplare
Das größte stehende Exemplar einer Jeffrey-Kiefer ist vermutlich der „Smoky Jack“ an der Tioga Pass Road im kalifornischen Yosemite-Nationalpark; er ist 56,7 m groß und hat einen Stammdurchmesser von 2,27 m sowie ein Holzvolumen von 116 m³. Ein noch größeres Exemplar war bis vor kurzem der „Eureka Valley Giant“, der 2002 bis 2003 durch Borkenkäferattacken zerstört wurde. Er maß 58,5 m bei 2,47 m Stammdurchmesser und 129 m³ Holzvolumen.

### Borke
Die Plattenborke von alten Bäumen ist meist dunkel rotbraun, harzfrei und tief gefurcht. Vor allem die Borke älterer Bäume verströmt während der Wachstumsperiode einen Duft, der an Vanille, Ananas, Veilchen oder Zitrone erinnern soll. Junge Zweige besitzen eine hellbraune bis blaugrau bereifte Rinde.

### Knospen und Nadeln
Die rötlichen und harzfreien Winterknospen stehen an den Enden von Terminaltrieben und sind bei einer Länge von 25 bis 30 Millimetern zylindrisch. Die spindelförmigen Seitenknospen bleiben kleiner. Die blaugrünen, im Querschnitt dreieckigen Nadeln sind 16 bis 23 Zentimeter lang und etwa 2 Millimeter breit. Sie stehen in Dreiergruppen an Kurztrieben. Sie werden von einer etwa 25 Millimeter langen Nadelscheide umgeben, die anfangs rötlich, später schwärzlich ist. Die steifen Nadeln knicken nicht ein, wenn man sie zurückbiegt. Die Nadelspitze ist spitz, aber nicht stechend. Auf allen drei Nadelseiten befinden sich Spaltöffnungsreihen. Bei jungen Trieben ist die Basis statt mit Nadeln mit bräunlichen Tragblättern bedeckt. Es entstehen keine Zwischenquirle. Die Nadeln bleiben 5 bis 9 Jahre an den Zweigen, wodurch die Baumkrone relativ dicht bleibt. Ähnlich wie die Borke sollen auch die Nadeln einen Duft verströmen, der an Ananas, Vanille oder Veilchen erinnert.

### Blüten, Zapfen und Samen
Die Jeffrey-Kiefer ist einhäusig-getrenntgeschlechtig (monözisch) und wird mit etwa 8 Jahren mannbar. Die Blütezeit erstreckt sich von Juni bis Juli. Die männlichen Blütenzapfen sind bis zu 4 Zentimeter lang. Sie sind vor der Blütezeit purpurrot und verfärben sich zur Blütezeit hin gelbgrün. Die weiblichen Blütenzapfen sind 8 bis 10 Millimeter lang und stehen einzeln oder zu mehreren an den Spitzen von jungen Trieben. Sie wachsen bis zum Ende des 1. Jahres auf bis zu 1 Fünftel der endgültigen Zapfengröße heran. Die Befruchtung findet 13 Monate nach der Bestäubung statt. Die unreifen, zylindrisch-eiförmigen Zapfen sind blass- bis dunkelpurpurrot und verfärben sich zur Reife hin rotbraun. Sie werden zwischen 13 und 30 Zentimeter groß und sitzen an einem circa 15 Millimeter langen Stiel. Die 4 bis 5 Zentimeter langen Zapfenschuppen stehen nach der Reife fast senkrecht von der Zapfenachse ab. Nach dem Ablösen der Zapfen verbleiben einige basale Schuppen am Zweig. Im September und Oktober des 2. Jahres wird ein Großteil der reifen Samen entlassen. Die Samen werden mit Flügel bis zu 30 Millimeter lang und bis zu 12 Millimeter breit. Das Tausendkorngewicht beträgt rund 110 Gramm. Die Samen werden durch den Wind (Anemochorie) und durch Tiere (Zoochorie) ausgebreitet. Der Gelbe Fichten-Chipmunk (Tamias amoenus) und der Kiefernhäher (Nucifraga columbiana) spielen dabei eine große Rolle.

### Wurzelsystem und Symbiose
Die Jeffrey-Kiefer bildet eine tiefreichende Pfahlwurzel aus. Die kräftigen Seitenwurzeln wachsen teils horizontal, teils schräg nach unten. Man hat bei alten Bäumen noch in 30 Meter Entfernung circa 5 Zentimeter dicke Seitenwurzeln gefunden. Die Jeffrey-Kiefer geht eine Mykorrhiza-Partnerschaft mit dem Körnchenröhrling (Suillus granulatus) und mit Cenococcum geophilum ein.

### Holz
Das gelblichbraune bis leicht rosafarbene Kernholz wird von einem fast weißen bis blassgelben Splint umgeben. Aufgrund des dunklen Spätholzes lassen sich die Jahresringe gut erkennen. Das Frühholz geht abrupt ins Spätholz über. Das geradfaserige Holz ist relativ leicht und weich. Es wird von Harzkanälen sowohl längs als auch radial durchzogen. Die sehr feinen Holzstrahlen sind mit bloßem Auge nur erkennbar, wenn sie einen Harzkanal einschließen. Das Harz hat einen orangenartigen Geruch und besteht zu rund 90 % aus Heptan. Die Darrdichte beträgt 0,42 g/cm³. Im Aufbau und in den technologischen Eigenschaften gleicht das Holz der Jeffrey-Kiefer dem der Gelb-Kiefer (Pinus ponderosa).

### Chromosomensatz
Die Chromosomenzahl beträgt 2n = 24.

## Verbreitung und Standort

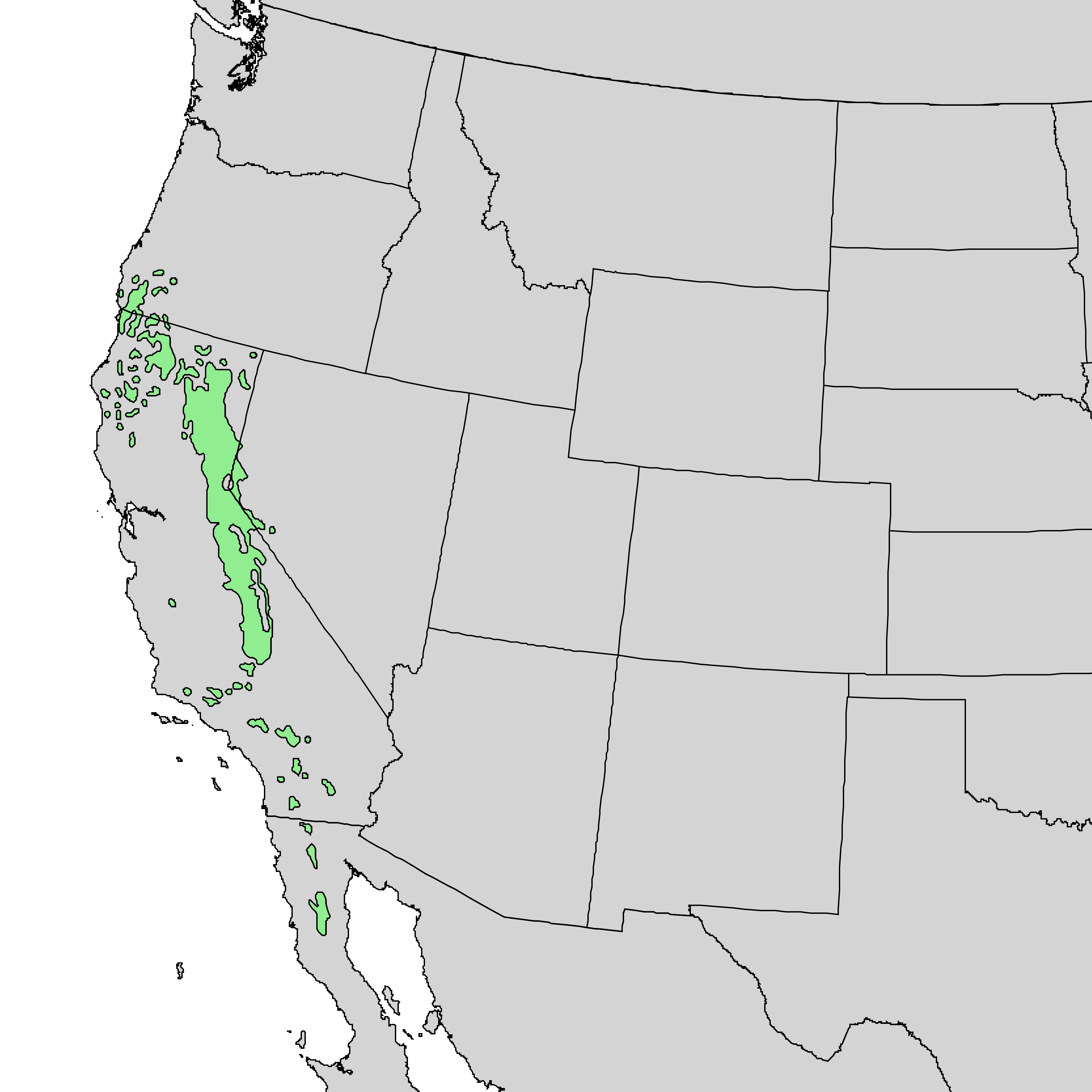
Verbreitungsgebiet

Der Schwerpunkt der Verbreitung liegt in Kalifornien an den Osthängen der Sierra Nevada. Nach Norden reicht das Verbreitungsgebiet bis zu den Klamath Mountains im südwestlichen Oregon. Nach Süden erstreckt es sich bis zu den mexikanischen Sierra San Pedro Mártir in Niederkalifornien. Im westlichen Nevada findet man einzelne, isolierte Populationen südlich der Truckee Meadows und in den Glass Mountains.
Die Jeffrey-Kiefer ist eine genügsame und frostharte Lichtbaumart. Das Klima in ihrem natürlichen Verbreitungsgebiet ist durch warme, trockene Sommer und kalte, nasse Winter gekennzeichnet. Je nach Region liegt das mittlere Temperaturminimum zwischen 2 °C und −13 °C. Der Temperaturunterschied zwischen Tag und Nacht kann bis zu 19 °C betragen. An Standorten in der östlichen Sierra Nevada liegen die Jahresniederschläge bei 200 bis 430 mm, an Standorten in den Klamath Mountains und der westlichen Sierra Nevada zwischen 1.270 und 1.520 mm. An den Boden und an die Wasserversorgung stellt die Jeffrey-Kiefer nur geringe Ansprüche. Nasse Standorte und Standorte, an denen nach Überschwemmungen temporäre Staunässe auftritt, werden gemieden. Die Jeffrey-Kiefer wächst sowohl auf Andesit-, Granit-, Serpentin- als auch auf Peridotitböden. Diese Böden sind meist grobe bis kiesige Sande, Lehme oder lehmige Sande. Sie sind nicht selten vulkanischen Ursprungs. Es werden Substrate mit geringem Calcium und Molybdängehalt und mit hohen Nickel, Chrom und Magnesiumgehalt toleriert.
Im Norden ihres natürlichen Verbreitungsgebietes findet man die Jeffrey-Kiefer in Höhenlagen von 1000 bis 2130 Metern, in den Küstengebirgen in Nordkalifornien auch fast auf Meereshöhe. In der mittleren und der südlichen Sierra Nevada kommt sie in Höhenlagen von 1830 bis 3100 Metern vor.
Je nach Standort werden Mischbestände mit der Kolorado-Tanne (Abies concolor), der Pracht-Tanne (Abies magnifica), der Weihrauchzeder (Calocedrus decurrens), dem Westamerikanischen Wacholder (Juniperus occidentalis), der Weißstämmigen Kiefer (Pinus albicaulis), der Küsten-Kiefer (Pinus contorta), der Nevada-Zirbelkiefer (Pinus flexilis), der Zucker-Kiefer (Pinus lambertiana), der Murray-Kiefer (Pinus monticola) und der Gelb-Kiefer (Pinus ponderosa) gebildet.

## Nutzung
In Mitteleuropa ist die Jeffrey-Kiefer in Sammlungen und Parks als winterharter Einzelbaum vertreten. Die Jeffrey-Kiefer wird nur selten als Parkbaum gepflanzt. Forstwirtschaftliche Anbauversuche in Mitteleuropa verliefen durchwegs enttäuschend.
Von wirtschaftlicher Bedeutung ist vor allem das Stammholz. Das nagelfeste und wenig schwindende Holz wird im Hausbau hauptsächlich für Fensterrahmen, Türen, Verschalungen, Dachsparren, Verstrebungen, Balustraden und Treppengeländer verwendet. Es wird auch zur Herstellung von Kisten und Lattenverschlägen benutzt.

## Krankheiten und Schädlinge
Unter den abiotischen Schadfaktoren kommt den als „Los Angeles-Smog“ bekannten Photooxidantien, vor allem im Areal der San Bernardino Mountains im südlichen Kalifornien, eine große Bedeutung zu. Circa 90 % der dortigen Bestände zeigen eine chlorotische Scheckung der Nadeln, verfrühten Nadelabwurf und geringere Durchmesserzuwächse. Geschädigte Bäume sind auch anfälliger für den Befall durch den Wurzelschwamm (Heterobasidion annosum). In der östlichen Sierra Nevada wurde eine winterliche Nadelbräunung beobachtet, die auf physiologische Trockenheit zurückgeht, welche durch Sonneneinstrahlung bei gefrorenem Boden entsteht. Jeffrey-Kiefern reagieren empfindlich auf Streusalz. Schädigungen des Phloems können nach Winterfrösten von −43 °C auftreten.
Die Zwergmistelart Arceuthobium campylopodium befällt sowohl Jungwuchs als auch Altbäume und schädigt diese durch Anschwellen der Zweige und Äste, Hexenbesen, Stammwunden und Abgänge. Die Art tritt vor allem auf trockenen Standorten auf. Der Pilz Verticicladiella wagenerii befällt die Wurzeln und färbt das Splintholz dunkelblau. Er kann erhebliche Ausfälle hervorrufen. Der Gemeine Hallimasch (Armillaria mellea), der Wurzelschwamm (Heterobasidion annosum) und der Kiefern-Braunporling (Phaeolus schweinitzii) befallen die Wurzeln, sind aber nicht bedrohlich. Von lokaler Bedeutung sind die rindenbewohnenden Rostpilzarten Cronartium comandrae, Cronartium comptoniae, Peridermium harknessii und Peridermium stalactiforme. Elytroderma deformans ist ein nadelbewohnender Pilz, der eine gefährliche, mehrere Jahre andauernde Krankheit auslöst. Diese Krankheit beginnt mit Nadelbräunung, Zweig- und Aststerben und kann bei wiederholten Befall tödlich verlaufen. Ein Befallszentrum liegt im Lake Tahoe Basin in Kalifornien. Die Jeffrey-Kiefer ist eingeschränkt anfällig gegenüber dem Befall durch die Nematodenart Bursaphelenchus xylophilus. Die Inokulation erfolgt über die Triebspitzen und die Ausbreitung über die Harzkanäle des Phloems. Die Raupen von Coloradia pandova fressen die alten Nadeln vor dem Neuaustrieb ab. Als weitere Schadfalter werden der Wickler Rhyacionia zozona und der Zünsler Dioryctria abietivorella genannt. Die Schildlaus Matsucoccus bisetorus dringt in Zweige, Äste und Stämme von Bäumen aller Altersklassen ein. Der Borkenkäfer Dendroctonus brevicomis richtete vor allem in der Vergangenheit große Schäden an.

## Systematik
Die Erstbeschreibung von Pinus jeffreyi erfolgte 1853 durch John Hutton Balfour in Andrew Murray: Botanical Expedition to Oregon, 8, Seite 2. Das Artepitheton jeffreyi ehrt ihren Entdecker, den schottischen Botaniker John Jeffrey (1826–1854), der diese Baumart bei seiner Reise durch Oregon und Kalifornien im kalifornischen Shasta Valley in der Nähe des Mount Shasta 1852 entdeckte. Bis zum Beginn des 20. Jahrhunderts wurde die Jeffrey-Kiefer als Subtaxon der Gelb-Kiefer (Pinus ponderosa) angesehen. Sie ist eng mit der Gelb-Kiefer und mit Pinus engelmannii verwandt. Synonyme für Pinus jeffreyi Balf. sind: Pinus deflexa Torr., Pinus peninsularis (Lemmon) Lemmon, Pinus malletii hort. ex Mottet, Pinus ponderosa subsp. jeffreyi (Balf.) A.E.Murray, Pinus ponderosa var. jeffreyi (Balf.) Vasey, Pinus ponderosa var. jeffreyi Balf. ex Vasey, Pinus ponderosa var. malletii Beissn., Pinus jeffreyi var. baja-californica Silba, Pinus jeffreyi var. deflexa (Torr.) Lemmon, Pinus jeffreyi var. peninsularis Lemmon.

### Hybride
Die Jeffrey-Kiefer (Pinus jeffreyi) bildet in Überschneidungsgebieten natürliche Hybriden mit der Coulter-Kiefer (Pinus coulteri) und der Gelb-Kiefer (Pinus ponderosa). Diese Hybriden dürften aber eher sporadisch entstehen, da die Blütezeiten dieser Arten sich nicht überlappen. Künstliche Artkreuzungsversuche gelangen auch mit der Montezuma-Kiefer (Pinus montezumae).